# Hjørring Vestbanegård
Hjørring Vestbanegård var en nedlagt dansk jernbanestation i Hjørring. Bygningen var tegnet af Sylvius Knutzen.
Banegården blev bygget i 1913 som hovedbanegård for Hjørring-Løkken-Aabybro-banen og Hjørring-Hørby-banen, der blev åbnet samme år og havde fælles drift fra starten. I 1925 kom Hirtshalsbanen til. Stationen havde 4 hovedspor med gennemkørsel, så Løkken- og Hirtshalsbanerne gik mod nord og Hørbybanen mod syd. Desuden var der varehus med læssespor, opstillings- og depotspor, værksteder, maskindepot og hovedkontor.
Hirtshalsbanen fik i 1939 en international togforbindelse med eksprestoget Nordpilen, der kørte Hirtshals/Frederikshavn-Flensborg. Det gav stødet til, at privatbanerne måtte flyttes til Hjørring Station i stedet for at have deres egen. Efter væsentlig omlægning af sporene blev Hørbybanen optaget på statsbanestationen 19. maj 1942, Løkkenbanen 11. august 1942 og Hirtshalsbanen 3. oktober 1942. Herefter blev Vestbanegården nedlagt. Vejen Banegraven er anlagt på det tracé, der blev overflødigt mellem Åstrupvej og Løkkensvej.
Stationsbygningen lå for enden af den gade, der stadig hedder Vestbanegade. I 1973 brændte tagetagen. Bygningen er nu nedrevet, og der ligger en Lidl i stedet. 